# Парламентские выборы в Южной Африке (1921)
Парламентские выборы в Южной Африке проходили 8 февраля 1921 года для избрания 134 депутатов Палаты собраний. Это был 4-й парламент Южно-Африканского Союза. В результате Южноафриканская партия, которая после предыдущих выборов 1920 года объединилась с Юнионистской партией получила абсолютное большинство и сформировала правительство.

## Результаты
Количество зарегистрированных избирателей было 499 531. Было подано 277 742 голосов.
| Партия | Партия                 | Места | %     | Голоса  | %     | Лидер                       |
|        | Южноафриканская партия | 79    | 58,96 | 137 389 | 48,17 | генерал Ян Христиан Смэтс   |
|        | Национальная партия    | 45    | 33,58 | 105 039 | 36,83 | генерал Джеймс Барри Герцог |
|        | Лейбористская партия   | 9     | 6,72  | 39 406  | 13,82 | полковник Фредерик Кресуэлл |
|        | Независимые            | 1     | 0,75  | 3 385   | 1,19  | -                           |
|        | Всего                  | 134   | 100   | 277 742 | 100   |                             |